# GP2 Series
Pour les articles homonymes, voir Series.

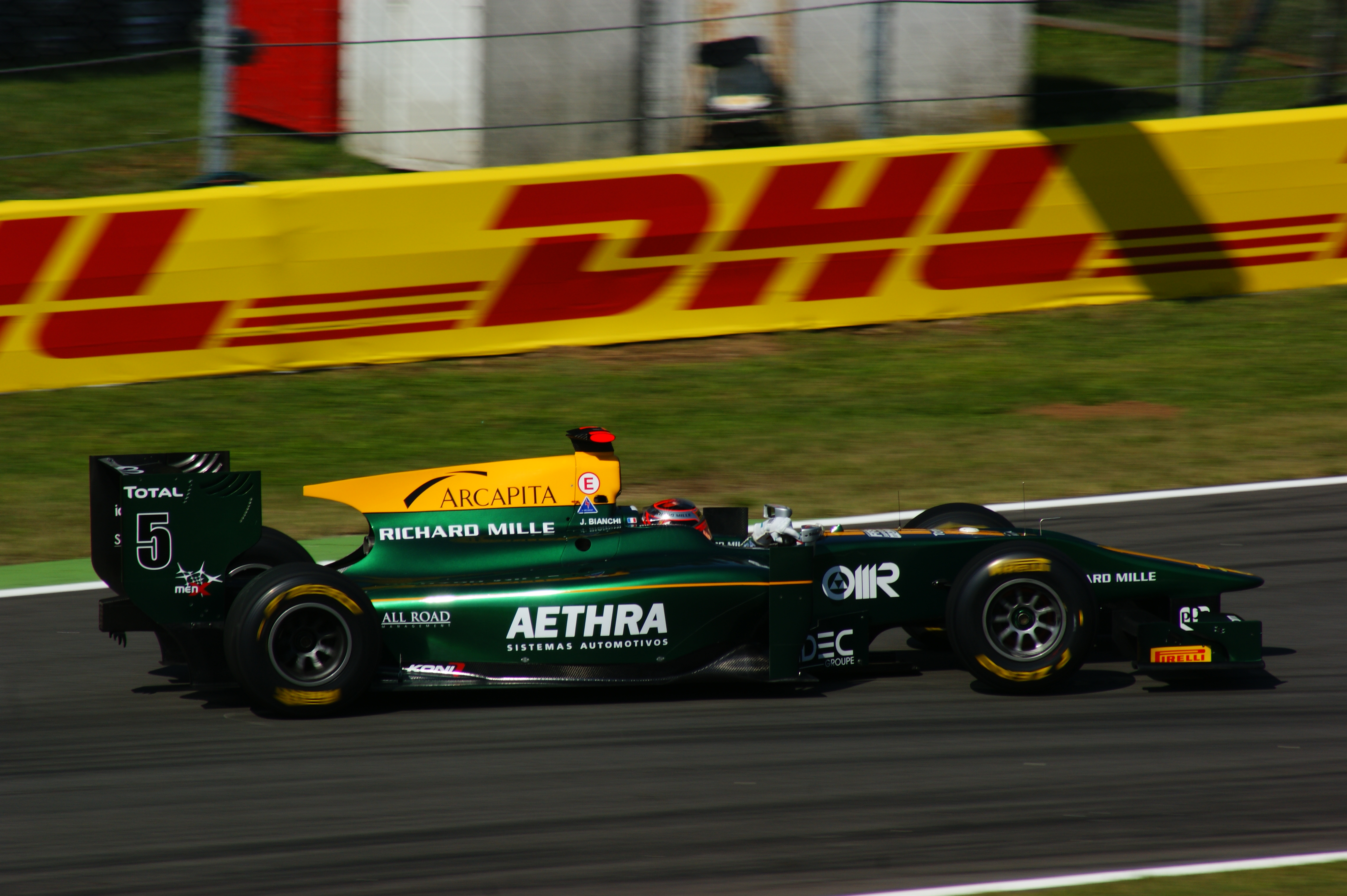
Jules Bianchi sur l'Autodromo Nazionale di Monza en 2011.

Le GP2 Series était un championnat de course automobile utilisant les voitures de catégorie « Grand Prix 2 » (abrégé en GP2), qui sont des voitures de type monoplace de compétition.
Créé en 2005, il remplace le championnat international de Formule 3000 en tant qu'antichambre de la Formule 1. En 2017, le GP2 Series est rebaptisé « championnat de Formule 2 FIA ».
Entre 2008 et 2011 il exista aussi un championnat hivernal, les GP2 Asia Series.

## Données techniques[1]
Le GP2 conserve le principe de base de la Formule 3000, à savoir qu'il s'agit d'une discipline monotype, mais techniquement plus moderne que la F3000, afin d'être plus formatrice pour les pilotes.
- Le châssis monocoque en fibre de carbone est conçu par Dallara ;
- Le moteur V8 4 litres de 612 ch à 10 000 tr/min, est conçu par Mecachrome ;
- Le carburant et les lubrifiants sont fournis par Total (sauf aux pilotes indonésiens qui reçoivent Pertamina Fastron) ;
- La boîte de vitesses Hewland est semi-automatique à six rapports (commande au volant par palette) ;
- Les pneus sont des Pirelli depuis 2011. Leur taille est similaire à ceux des F1 jusqu'en 2017 (année de l'introduction de pneus plus larges en F1).

Le développement et la mise au point ont été réalisés avec l'aide des pilotes Romain Dumas, Allan McNish et Franck Montagny.
Les monoplaces réalisent le 0-100 km/h en 2,9 secondes et le 0-200 km/h en 6,6 secondes, pour une vitesse de pointe maximum de 332 km/h (à Monza).

## Déroulement du championnat[3]
Les courses se disputent dans leur grande majorité lors des week-ends des GP de Formule 1 européens. Le vendredi précédant le week-end, il y a une session d'essais de 45 minutes et une session de qualifications de 30 minutes. Deux courses ont lieu par week-end. La première, dite « course longue » ou « course principale », d'une longueur de 180 km, se déroule le samedi après-midi, après les qualifications de la F1. La deuxième, dite « course sprint », d'une longueur de 120 km, a lieu le dimanche matin.
La grille de départ de la course longue est déterminée par les essais qualificatifs, tandis que la grille de départ de la course sprint est établie à la suite du résultat de la première course, mais avec une inversion des positions pour les huit premières places.
La première saison 2005 se résume à un long duel entre le finlandais Heikki Kovalainen (équipe Arden) et l'allemand Nico Rosberg (équipe ART), finalement titré.
En 2006, alors que l'on attendait une domination des « redoublants » (notamment Alexandre Prémat et Nelsinho Piquet), c'est le débutant Lewis Hamilton (équipe ART) qui décroche le titre, malgré la belle fin de saison de Piquet (équipe Piquet Sports).
En 2007, l'allemand Timo Glock (équipe iSport), alors pilote d'essais BMW Sauber, décroche le titre pour sa deuxième année dans la discipline, devant Lucas di Grassi (équipe ART).
En 2008, c'est l'italien Giorgio Pantano (Racing Engineering) qui remporte le Championnat devant Bruno Senna (iSport) et Lucas di Grassi (Campos). Cependant aucun de ces trois pilotes n'ira en Formule 1 l'année suivante, même si les deux brésiliens y débuteront en 2010.
En 2009, Nico Hülkenberg (ART) remporte à son tour le Championnat devant Vitaly Petrov (Barwa Addax).
En 2010, c'est cette fois-ci le vénézuélien Pastor Maldonado (Rapax) qui termine 1er du championnat, loin devant Sergio Pérez (Barwa Addax).
En 2011, le français Romain Grosjean (DAMS), de retour en GP2 après un intermède de sept Grands Prix en Formule 1 pour Renault F1 Team, remporte le championnat largement devant l'italien Luca Filippi (Super Nova puis Coloni) et deux autres français, Jules Bianchi (Lotus ART) et Charles Pic (Barwa Addax).
En 2012, c'est l'italien Davide Valsecchi (DAMS) qui s'impose après un long duel face au brésilien Luiz Razia (Arden).
En 2013, c'est le pilote suisse Fabio Leimer (Racing Engineering) qui décroche le titre grâce à sa grande régularité tout en résistant jusqu'au bout au retour du britannique Sam Bird.
En 2014, c'est le britannique Jolyon Palmer (DAMS), fils de l'ancien pilote de Formule 1 Jonathan Palmer, qui s'empare du titre avec aisance face à Felipe Nasr, régulier mais manquant de vitesse de pointe, et Stoffel Vandoorne, qui paye son mauvais début de saison.
En 2015, c'est justement le belge Vandoorne (ART) qui domine sans difficulté la saison et qui est champion devant l'américain Alexander Rossi.
En 2016, c'est le protégé français de Red Bull Racing Pierre Gasly qui est sacré champion, après une lutte serrée avec son équipier italien Antonio Giovinazzi chez Prema Racing.
Début 2017, le GP2 Series change de nom et devient Formule 2.

### Attribution des points de 2005 à 2011[3]
- Pole position de la course du samedi : 2 points ;
- Course du samedi : 10-8-6-5-4-3-2-1 points pour les 8 premiers ;
- Course du dimanche : 6-5-4-3-2-1 points pour les 6 premiers ;
- Meilleur tour en course : 1 point dans chaque course. Pour que ce temps soit validé, le pilote doit finir dans le Top-10 de la course et avoir pris le départ à partir de la grille de départ.

Avec ce système de points, le maximum qu'un pilote peut remporter dans une manche est de 20 points incluant la pole position, la victoire aux deux courses et les deux meilleurs temps dans chacune d'elles. Cela est arrivé deux fois dans la jeune histoire de la GP2 Series avec le pilote brésilien Nelsinho Piquet dans la neuvième manche du championnat 2006, en Hongrie, et le pilote allemand Nico Hülkenberg dans la cinquième manche du championnat 2009, en Allemagne.

### Attribution des points de 2012 à 2016[3]
- Pole position de la course du samedi : 4 points ;
- Course du samedi : 25, 18, 15, 12, 10, 8, 6, 4, 2, 1 points pour les 10 premiers (comme en F1) ;
- Course du dimanche : 15, 12, 10, 8, 6, 4, 2, 1 points pour les 8 premiers ;
- Meilleur tour en course : 2 points dans chaque course. Pour que ce temps soit validé, le pilote doit finir dans le Top-10 de la course et avoir pris le départ à partir de la grille de départ.

Avec ce système de points, le maximum qu'un pilote peut remporter dans une manche est de 48 points incluant la pole position, la victoire aux deux courses et les deux meilleurs temps dans chacune d'elles. Davide Valsecchi est passé près de ce « grand chelem » en 2012, mais il n'a pas réalisé le meilleur tour lors de la course sprint.

## Palmarès
| Saison | Championnat des pilotes | Championnat des pilotes           | Championnat des pilotes | Championnat par équipe |
| Saison | Pilote                  | Voiture                           | Écurie                  | Championnat par équipe |
| ------ | ----------------------- | --------------------------------- | ----------------------- | ---------------------- |
| 2005   | Nico Rosberg            | Dallara GP2/05 Renault/Mecachrome | ART Grand Prix          | ART Grand Prix         |
| 2006   | Lewis Hamilton          | Dallara GP2/05 Renault/Mecachrome | ART Grand Prix          | ART Grand Prix         |
| 2007   | Timo Glock              | Dallara GP2/05 Renault/Mecachrome | iSport International    | iSport International   |
| 2008   | Giorgio Pantano         | Dallara GP2/08 Renault/Mecachrome | Racing Engineering      | Campos Grand Prix      |
| 2009   | Nico Hülkenberg         | Dallara GP2/08 Renault/Mecachrome | ART Grand Prix          | ART Grand Prix         |
| 2010   | Pastor Maldonado        | Dallara GP2/08 Renault/Mecachrome | Rapax                   | Rapax                  |
| 2011   | Romain Grosjean         | Dallara GP2/11 Renault/Mecachrome | DAMS                    | Barwa Addax Team       |
| 2012   | Davide Valsecchi        | Dallara GP2/11 Renault/Mecachrome | DAMS                    | DAMS                   |
| 2013   | Fabio Leimer            | Dallara GP2/11 Renault/Mecachrome | Racing Engineering      | Russian Time           |
| 2014   | Jolyon Palmer           | Dallara GP2/11 Renault/Mecachrome | DAMS                    | DAMS                   |
| 2015   | Stoffel Vandoorne       | Dallara GP2/11 Renault/Mecachrome | ART Grand Prix          | ART Grand Prix         |
| 2016   | Pierre Gasly            | Dallara GP2/11 Renault/Mecachrome | Prema Racing            | Prema Racing           |

## Pilotes de GP2 Series promus en Formule 1
| Pilote              | Saisons en GP2 | Courses en GP2 | Victoires en GP2 | Classement en GP2 | Saisons en F1        | 1re équipe en F1 | Courses en F1 | Victoires en F1 |
| ------------------- | -------------- | -------------- | ---------------- | ----------------- | -------------------- | ---------------- | ------------- | --------------- |
| Nico Rosberg        | 2005           | 23             | 5                | 1                 | 2006-2016            | Williams         | 206           | 23              |
| Scott Speed         | 2005           | 23             | 0                | 3                 | 2006-2007            | Toro Rosso       | 28            | 0               |
| Heikki Kovalainen   | 2005           | 23             | 5                | 2                 | 2007-2013            | Renault          | 111           | 1               |
| Nelson Piquet Jr    | 2005-2006      | 44             | 5                | 2                 | 2008-2009            | Renault          | 28            | 0               |
| Lewis Hamilton      | 2006           | 21             | 5                | 1                 | 2007-...             | McLaren          | 249           | 105             |
| Timo Glock          | 2006-2007      | 42             | 7                | 1                 | 2004 2008-2012       | Jordan           | 91            | 0               |
| Kazuki Nakajima     | 2007           | 21             | 0                | 5                 | 2007-2009            | Williams         | 36            | 0               |
| Bruno Senna         | 2007-2008      | 41             | 3                | 2                 | 2010-2012            | HRT              | 46            | 0               |
| Sébastien Buemi     | 2007-2008      | 31             | 2                | 6                 | 2009-2011            | Toro Rosso       | 55            | 0               |
| Nico Hülkenberg     | 2009           | 20             | 5                | 1                 | 2010 2012-2020 2022- | Williams         | 115           | 0               |
| Vitaly Petrov       | 2006-2009      | 69             | 4                | 2                 | 2010-2012            | Renault          | 57            | 0               |
| Lucas di Grassi     | 2006-2009      | 75             | 5                | 3                 | 2010                 | Virgin           | 18            | 0               |
| Kamui Kobayashi     | 2008-2009      | 40             | 1                | 16                | 2009-2012 2014       | Toyota           | 75            | 0               |
| Karun Chandhok      | 2007-2009      | 61             | 2                | 18                | 2010-2011            | HRT              | 11            | 0               |
| Pastor Maldonado    | 2007-2010      | 73             | 10               | 1                 | 2011-2015            | Williams         | 95            | 1               |
| Sergio Pérez        | 2009-2010      | 40             | 5                | 2                 | 2011-...             | Sauber           | 114           | 6               |
| Jérôme d'Ambrosio   | 2008-2010      | 58             | 1                | 10                | 2011-2012            | Virgin           | 20            | 0               |
| Charles Pic         | 2010-2011      | 37             | 3                | 4                 | 2012-2013            | Marussia         | 39            | 0               |
| Romain Grosjean     | 2008-2011      | 58             | 9                | 1                 | 2009 2012-2020       | Renault          | 179           | 0               |
| Jules Bianchi       | 2010-2011      | 37             | 1                | 3                 | 2013-2014            | Marussia         | 34            | 0               |
| Giedo van der Garde | 2009-2012      | 82             | 5                | 6                 | 2013                 | Caterham         | 19            | 0               |
| Esteban Gutiérrez   | 2011-2012      | 41             | 4                | 3                 | 2013-2014            | Sauber           | 59            | 0               |
| Max Chilton         | 2010-2012      | 62             | 2                | 5                 | 2013-2014            | Marussia         | 35            | 0               |
| Marcus Ericsson     | 2011-2013      | 66             | 2                | 6                 | 2014-2018            | Caterham         | 56            | 0               |
| Felipe Nasr         | 2012-2014      | 68             | 4                | 3                 | 2015-2016            | Sauber           | 39            | 0               |
| Alexander Rossi     | 2013-2015      | 54             | 4                | 2                 | 2015                 | Marussia         | 5             | 0               |
| Rio Haryanto        | 2012-2015      | 88             | 3                | 4                 | 2016                 | Manor            | 12            | 0               |
| Jolyon Palmer       | 2011-2014      | 84             | 7                | 1                 | 2016-2017            | Renault          | 20            | 0               |
| Stoffel Vandoorne   | 2014-2015      | 44             | 11               | 1                 | 2016-2018            | McLaren          | 20            | 0               |
| Pierre Gasly        | 2014-2016      | 50             | 4                | 1                 | 2017-...             | Toro Rosso       | 55            | 1               |
| Antonio Giovinazzi  | 2016           | 22             | 5                | 2                 | 2017 2019-2021       | Sauber           | 23            | 0               |
| Sergey Sirotkin     | 2015-2016      | 43             | 3                | 3                 | 2018                 | Williams         | 21            | 0               |

Notes :
- - Pilotes champions GP2
- Les pilotes sont classés selon leur dernière année en GP2
- † = Débuts en F1 en cours de saison
- Lewis Hamilton et Nico Rosberg sont devenus champions du monde de Formule 1 ;
- ‡ Timo Glock a débuté en Formule 1 en 2004 en disputant quatre courses pour Jordan. Il a couru en GP2 en 2006 et 2007 puis est revenu en Formule 1 en 2008 chez Toyota F1 Team ;
- Giorgio Pantano, champion GP2 en 2008, a piloté en 2004 en Formule 1 pour Jordan avant de piloter en GP2 ;
- Sakon Yamamoto a couru en Formule 1 pour Super Aguri F1 en 2006. Il vint ensuite courir en GP2 et revint en Formule 1 en 2007 pour Spyker F1 Team ;
- Romain Grosjean est revenu en GP2 en 2010 à la suite de la perte de son volant en Formule 1 chez Renault. Après son titre en 2011, il retourne en Formule 1 en 2012 chez Lotus F1 Team.